# Lesse
|  | Per a altres significats, vegeu «Lesse (Mosel·la)». |

El Lesse (neerlandès), Aiwe di Lesse (en való) és un riu de Bèlgica que neix a Ochamps (en való Ootchamp) a la Província de Luxemburg i es desemboca al Mosa al municipi d'Anseremme (Dinant). El riu és conegut per a les coves de Han: desapareix sota terra al lloc Gouffre de Belvaux i surt uns kilometres més avall a Han. Al darreres 20 km abans l'aiguabarreig al Mosa, el riu és molt idoni per a navegar-lo en caiac.
Afluents
- Lièwe (Houyet)
- Biran (Wanlin)
- Vachau (Ciergnon)
- Wimbe (Villers-sur-Lesse)
- Lomme (Eprave)
- Mache a Almache (Daverdisse)
- Oûr (Redu)

- a Ootchamp
- a Han-sur-Lesse
- Al gouffre de Belvaux
- Caiacs al Lesse

| \| \| Afluents del Mosa en orde davall->damunt \| |                                          |
| Dieze - Niers - Swalm - Roer - Geleenbeek- Geul - Jeker - Voer - Berwijn - Julienne - Llègia - Ourthe - Hoyoux - Mehaigne - Samson -Sambre - Bocq - Burnot - Molignée - Lesse - Viroin - Semois - Bar - Kuer (Chiers) |                                          |
| Vegeu també : • Mosa • França • Bèlgica • Països Baixos |                                          |
| | Afluents del Mosa en orde davall->damunt |